# Mendoza (provincie)

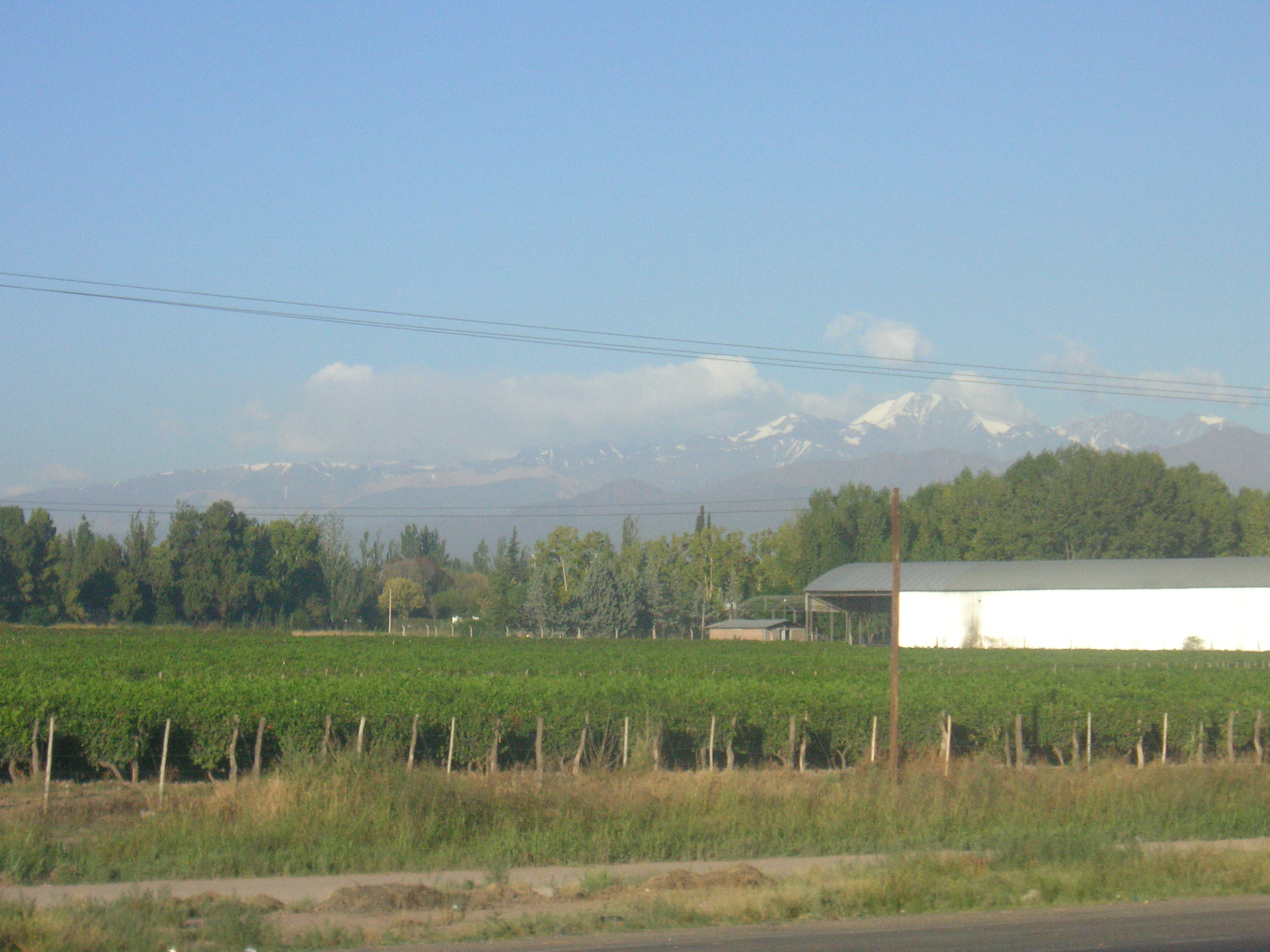
Vinohrad nedaleko Mendozy, v pozadí Andy

Mendoza je argentinská provincie na centrálním západě země. Mendoza hraničí s provinciemi San Juan na severu, s provinciemi San Luis a La Pampa na východě, s provinciemi Río Negro a Neuquén na jihu a s Chile na západě. Je sedmou největší provincií Argentiny podle rozlohy a čtvrtou nejlidnatější.

## Geografie
Provincie je součástí hornatého regionu Cuyo, na jejím území se nachází nejvyšší hora amerického kontinentu Aconcagua. Nejdůležitější řekou je Desaguadero, na řece Tunuyán se nachází přehrada El Carrizal s hydroelektrárnou. Největšími jezery jsou Laguna de Llancanelo a Diamantové jezero. Významnou přírodní památkou jsou horké prameny Puente del Inca. Podnebí je kontinentální, s horkými léty, kdežto v zimě může vítr pamperos srazit teplotu až pod bod mrazu. Srážky nepřesahují 350 mm ročně, časté jsou bouřky s kroupami. Oblast je seismicky aktivní: k nejničivějšímu známému zemětřesení došlo v roce 1861, poslední zemětřesení v roce 2006 se obešlo bez obětí na životech.

## Ekonomika
Zemědělství je na většině území provincie závislé na zavlažování. Hlavní odvětvím je vinařství, provincie produkuje 1,1 miliardy litrů ročně, především odrůdy Malbec. Dále se pěstuje ovoce, rajčata a olivy, významné je také místní včelařství. Oblast je hlavním argentinským producentem ropy, mědi a uranu. Největší ropná rafinerie se nachází ve městě Luján de Cuyo. Významný je turistický ruch, návštěvníci přijíždějí na oslavy místního vinobraní na přelomu února a března, v zimě zde funguje jedno z největších lyžařských středisek Argentiny Las Leñas.

## Historie
Podle vykopávek bylo území osídleno už ve druhém tisíciletí před naším letopočtem příslušníky kultury Ansilta, později se zde usadili Puelčové. V polovině šestnáctého století obsadili oblast Španělé a připojili ji ke generálnímu kapitanátu Chile, roku 1561 založil Pedro del Castillo město Mendozu. V roce 1813 se provincie Cuyo připojila k nezávislé Argentině. Roku 1884 byla zprovozněna železniční trať do Buenos Aires, která ukončila izolaci oblasti a umožnila její hospodářský rozvoj.

## Departementy
Seznam departementů provincie Mendoza a jejich hlavních měst:
1. Capital (Mendoza)
2. General Alvear (General Alvear)
3. Godoy Cruz (Godoy Cruz)
4. Guaymallén (Villa Nueva)
5. Junín (Junín)
6. La Paz (La Paz)
7. Las Heras (Las Heras)
8. Lavalle (Villa Tulumaya)
9. Luján de Cuyo (Luján de Cuyo)
10. Maipú (Maipú)
11. Malargüe (Malargüe)
12. Rivadavia (Rivadavia)
13. San Carlos (San Carlos)
14. San Martín (San Martín)
15. San Rafael (San Rafael)
16. Santa Rosa (Santa Rosa)
17. Tunuyán (Tunuyán)
18. Tupungato (Tupungato)